# 野原哲也
野原 哲也（のはら てつや、1960年5月3日 - ）は、元競輪選手、現在は福井競輪中継解説者。福井県出身。現役時は日本競輪選手会福井支部所属、ホームバンクは福井競輪場。日本競輪学校（当時。以下、競輪学校）第51期生。息子の野原雅也（103期）も元競輪選手（1994年1月23日生まれ、2023年3月30日死去。享年30）。

## 戦績
福井県立春江工業高等学校在学中はバスケットボール部で活動。高校卒業後は2年間の会社員生活を経て、競輪学校に第51期生として入学。同期には本田晴美、山田英伸、戸邉英雄らがいる。在校競走成績は66勝を挙げ第4位となり、卒業記念レースでは優勝した。
初出走は1983年4月14日の大津びわこ競輪場で、この期よりデビュー時からの新人リーグが同期同士のみにより4か月間競走を行う形態に変更されたが、その中で初戦初勝利を挙げた。その後の活躍はめざましく、翌1984年にはデビュー1年未満で早くも3月開催の日本選手権競輪（千葉競輪場）に出場し、同年5月には当時の最高位であるS級1班格付けを果たした。
特別競輪（現在のGI）には4回の決勝進出歴があり、1993年の日本選手権競輪（立川競輪場）では大竹慎吾の2位失格による繰り上がりで3着に入った。またホームバンクの福井競輪場で行われた1991年のふるさとダービーでも3着に入っている。
選手生活の晩年は地元の選手会会長を務めていたが、2012年8月6日の小松島競輪場第6R・A級特一般戦で8着となったあと、競走から離れたのち引退を発表し、同年9月21日に地元の福井競輪場で引退セレモニーが行われバンクを去った。
2012年10月12日、選手登録消除。通算成績は2463戦375勝。

## 主な弟子
- 市田佳寿浩（76期）
- 北川紋部（78期）
- 後藤純平（78期）
- 野原雅也（103期）

ほか多数。